# Oscar Havard
Oscar Jean Joseph Havard, né le 24 mai 1845 à Villedieu-les-Poêles et mort le 26 mai 1922 à Paris 7e, est un journaliste et homme de lettres français.

## Biographie
Fils de Jacques Havard, marchand chaudronnier, et de Jeanne Marie Havard, Oscar Havard commence ses études à l’institution Lemoine de sa ville natale. Il les termine au Petit séminaire de Notre-Dame de l’Abbaye Blanche, près de Mortain.
En 1864, il entre dans le journalisme en prenant la rédaction politique et littéraire du Journal d’Avranches. Quittant Avranches pour se rendre à Rennes, il entre dans la rédaction des « Chroniques » sous le pseudonyme de Octave d’Irmoy. En juin 1866, il se rend à Paris et entre dans la rédaction des Petites Nouvelles avant de devenir secrétaire de rédaction de la Revue du Monde catholique (1867), de travailler pour Le Français de Mgr Dupanloup (1868) et d’être le rédacteur en chef de L’Avenir catholique (1868).
La guerre de 1870 survient et il est incorporé dans le bataillon de la Garde mobile d’Avranches en qualité de lieutenant avant d’intégrer les rangs du 19e corps d’armée commandé par l’amiral Jaurès.
En janvier 1872, il entre dans la rédaction du journal Le Monde. Dans le même temps, on lui confie la rédaction parlementaire de la Correspondance française et l’année suivante le groupe de la Droite de l’Assemblée nationale lui confie la direction de la Correspondance AZ envoyée aux feuilles royalistes de province. Le directeur de la Presse au Ministère de l’Intérieur lui demande d’apporter son concours à son service.
Toujours journaliste au Monde, il collabore dès 1876 au Salut Public de Lyon sous le pseudonyme de « H. de la Montagne » et à plusieurs journaux étrangers.
De Suzanne Mac Leod, épousée le 19 mars 1900, il a eu un fils Robert Havard de La Montagne.

## Œuvres
Parallèlement à son métier de journaliste, il écrit des ouvrages à caractère historique et/ou religieux :  Le Future Concile (1868), Guide au Mont Saint-Michel (1872), Guide de Rome (1876), Le Moyen Âge et ses institutions (1876), Ernest Hello et Georges Seigneur (1883), M. Edouard Drumont (1882), Les Femmes illustres de la France (1884), Clovis ou la France au Ve siècle (1895), Le prêtre-soldat dans l’histoire (1918), Histoire de la révolution dans les ports de guerre (1911).
Oscar Havard recueille, à partir de 1881, dans des manuscrits des contes et chansons bretonnes de conteurs situés dans le canton de Pleine-Fougères. Ces manuscrits sont conservés à la Bibliothèque Nationale de France. En 2007, Jean-Louis Le Craver édite, traduit et commente ces histoires dans un ouvrage qu'il intitule Contes populaires de Haute Bretagne notés en gallo et en français dans le canton de Pleine-Fougères en 1881 d'après le Manuscrit Havard.

## Distinctions
Son action dans le monde catholique lui vaut d’être créé chevalier de Saint-Grégoire-le-Grand par le pape en 1882.
Oscar Havard a reçu le prix  Montyon de l’Académie Française à deux reprises : en 1913 pour Histoire de la révolution dans les ports de guerre : Brest, Rochefort et en 1919 pour Le prêtre-soldat dans l’histoire.